# Phradonoma dichroum
Phradonoma dichroum is een keversoort uit de familie spektorren (Dermestidae). De wetenschappelijke naam van de soort werd in 1900 gepubliceerd door Edmund Reitter.